# パラモスCF
パラモスCF（Palamós CF）は、スペイン・カタルーニャ州パラモスを本拠地とするサッカークラブ。

## 概要
1898年にパラモスFC (Palamós FC)というクラブ名で設立された。長らくアマチュアリーグに在籍していたが、1988-89シーズンにセグンダ・ディビシオンBで優勝を果たし、クラブ史上初めて2部に相当するセグンダ・ディビシオンへと昇格した。昇格後6シーズン目に財政状態の悪化から選手への給与未払いが発生したため、4部降格を言い渡された。以降は4部以下のリーグでシーズンを送っている。

## タイトル

### 国内タイトル
- セグンダ・ディビシオンB : 1回
  - 1988-89

- テルセーラ・ディビシオン : 3回
  - 1987-88, 1996-97, 2001-02

- コパ・カタルーニャ : 1回
  - 1991-92

### 国際タイトル
- なし

## 歴代監督
- ドミトリー・ガリャーミン 1999-2000
- ドメネク・トレント 2003-2004

## 歴代所属選手
- フアン・カルロス・ロホ 1989-1990
- アントニ・リマ 1992-1995